# Alataspora lepidum
Alataspora lepidum is een microscopische parasiet uit de familie Alatasporidae. Alataspora lepidum werd in 1979 beschreven door Gaevskaya & Kovaljova. 